# Mayflower
Mayflower (engelska: majblomma) var det skepp med vilket engelska puritaner färdades till Nya världen, närmare bestämt till nuvarande USA. Färden företogs den 16 september till 21 november 1620 enligt den gregorianska kalendern (6 september till 11 november enligt den julianska), från Plymouth i England till Cape Cod i nuvarande Massachusetts. Dessa puritaner går i dag under namnet Pilgrimsfäderna i USA.

## Skeppet
År 1620 landsatte Mayflower 102 emigranter, som kallade sig själva pilgrimer, på New Englands kalla, vilda stränder. De var inte de första engelsmännen i vad som idag är USA; den första engelska kolonisationen skedde 1607 i Jamestown, Virginia. Det som gav puritanerna en speciell ställning i historien var deras åsikter. Deras bosättning i Nya världen var ett kolonialt vågspel, kontrollerat och administrerat av trosfränder i England, för att grunda ett nytt samhälle efter deras egna, religiöst baserade principer. De var dock de första engelsmännen i Nya England, New England. Mayflowers första anlöp i det nuvarande USA var den 21 november 1620 i nuvarande Provincetown på Cape Cod.